# Płesna (przystanek kolejowy)
Płesna (ukr. Плесна) – przystanek kolejowy pomiędzy miejscowościami Pryputni i Zieleńce, w rejonie szepetowskim, w obwodzie chmielnickim, na Ukrainie. Położony jest na linii Szepetówka – Tarnopol.
Nazwa pochodzi od położonej w pobliżu wsi Płesna.